# 22933 Mareverett
22933 Mareverett è un asteroide della fascia principale. Scoperto nel 1999, presenta un'orbita caratterizzata da un semiasse maggiore pari a 2,6407198 UA e da un'eccentricità di 0,1444700, inclinata di 0,22993° rispetto all'eclittica.